# Мортон, Тайлер
Та́йлер Скотт Мо́ртон (англ. Tyler Scott Morton; родился 31 октября 2002) — английский футболист, полузащитник клуба «Ливерпуль».

## Клубная карьера
С семилетнего возраста тренировался в футбольной академии «Ливерпуля». В январе 2021 года подписал долгосрочный контракт с клубом. 21 сентября 2021 года дебютировал в основном составе «Ливерпуля», выйдя за замену в матче Кубка Английской футбольной лиги против «Норвич Сити». 20 ноября 2021 года Мортон дебютировал в Премьер-лиге, выйдя на замену в матче против «Арсенала». Четыре дня спустя дебютировал в Лиге чемпионов УЕФА, выйдя в стартовом составе «Ливерпуля» в игре против «Порту».
1 августа 2022 года был отдан в сезонную аренду «Блэкберн Роверс».
2 сентября 2023 года отправился в сезонную аренду «Халл Сити».

## Карьера в сборной
Выступал за сборные Англии до 20 лет и до 21 года.